# Friedrich Wurmböck
Friedrich „Fritz” Wurmböck  (Salzburg, 1903. augusztus 2. – Bécs, 1987. november 26.) olimpiai ezüstérmes osztrák kézilabdázó.
Részt vett az 1936. évi nyári olimpiai játékokon, amit Berlinben rendeztek. A kézilabdatornán játszott, és az osztrák válogatott tagjaként ezüstérmes lett.